# Sinderen (Oude IJsselstreek)

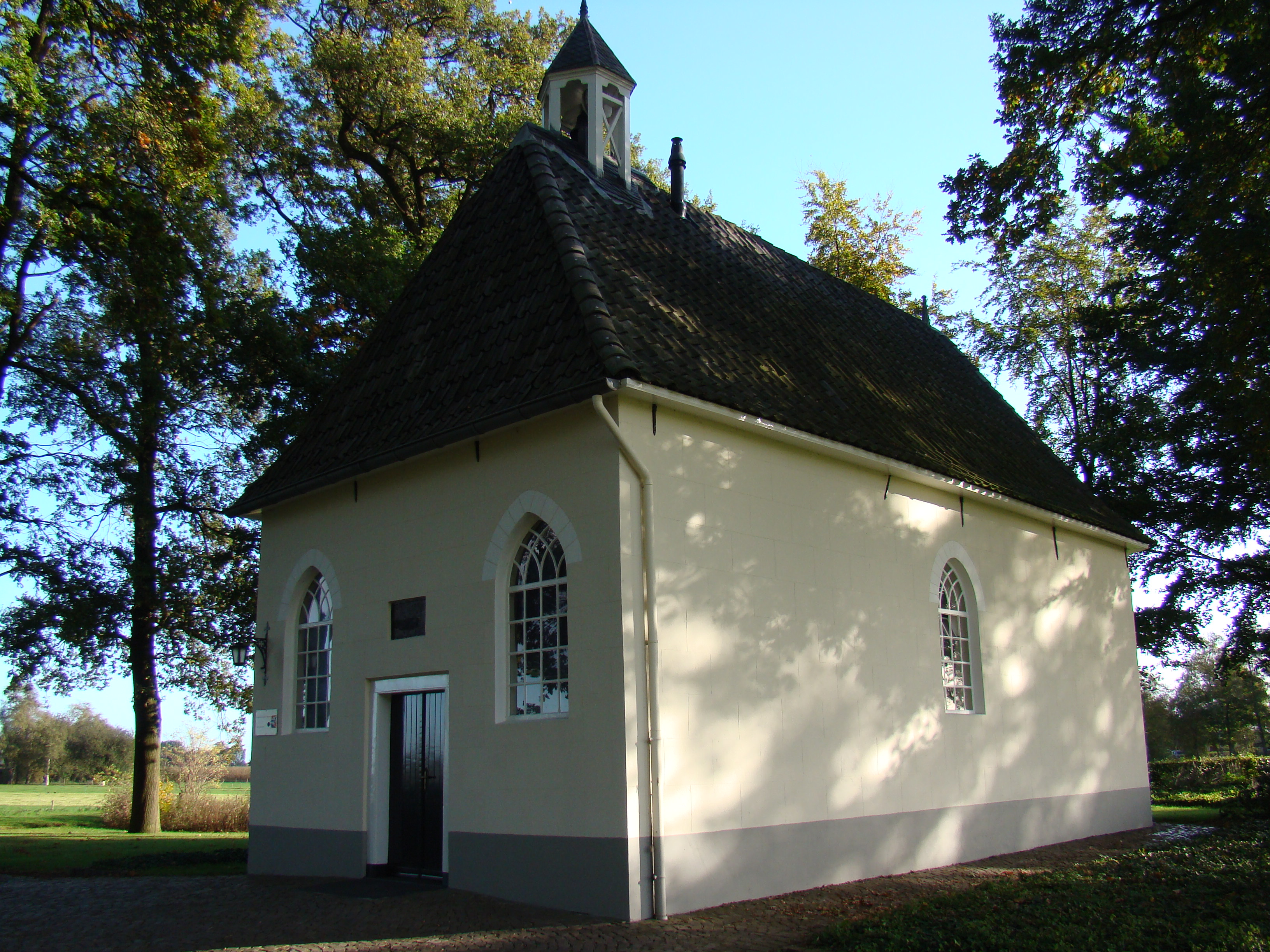
Antoniuskapel

Sinderen is een dorp in de gemeente Oude IJsselstreek in de Nederlandse provincie Gelderland. Voorheen lag het op de grens van de voormalige gemeenten Gendringen en Wisch. Het dorp ligt op de splitsing, een driesprong, tussen Varsseveld (in het noorden), Dinxperlo (in het zuiden) en Gendringen (in het zuidwesten).
Voorheen was er een kasteel in Sinderen. Hieraan herinnert de Antoniuskapel van Sinderen nog. De weide voor boerderij "D'n Huusboer" is omringd door de oude gracht en hier zijn ook nog kelders van het kasteel te vinden. Ten noorden van de kern is in de periode 1884 - 1887 een gereformeerde kerk gebouwd, die tegenwoordig onder de PKN valt, de Keurhorsterkerk.